# Système d'aide au vote
 (mars 2019).
Les systèmes d'aide au vote (SAV) — ou en anglais voting advice applications (VAA) — sont des outils en ligne interactifs conçus pour aider les électeurs à la décision lors d'élections politiques. 
Ils aident les électeurs à trouver un candidat ou un parti proche de leurs préférences, en faisant correspondre les préférences des utilisateurs aux positions des partis ou des candidats. Ils permettent de comparer les préférences politiques d’un électeur avec la position des partis politiques et candidats, en fonction de la manière dont chacun répond à un certain nombre de déclarations et de principes. 
Les SAV utilisent le principe d'un algorithme d'appariement. Les candidats ou les partis doivent remplir le questionnaire permettant la construction d’un SAV pour une précision optimale. Mais il arrive que des SAV soient mis en place par des journalistes, à l'aide des positions supposées tirées des programmes et des débats des partis et des candidats. Les SAV sont un phénomène relativement nouveau dans les campagnes électorales modernes. Lors de la campagne électorale pour les élections européennes de 2014, ce type d'application a été introduit dans 14 États de l'Union européenne. Se trouvent également des SAV dans d'autres pays : Election Compass aux États-Unis ou Election Compass en Israël. Étant utilisés de manière intensive par les électeurs, les SAV ont commencé à constituer un sous-domaine de la recherche en sciences politiques, donnant lieu à plusieurs projets de recherche et publications. Les recherches ont montré que l'utilisation en était plus élevée dans les pays dotés de systèmes électoraux proportionnels et dans lesquels il existe un plus grand nombre de partis politiques parlementaires, notamment la Belgique, la Finlande, les Pays-Bas et la Suisse. Les recherches, montrent également que les SAV influencent le comportement de vote de trois manières : en incitant les utilisateurs à approfondir leurs recherches sur les politiques des partis, en motivant leur participation aux élections et en influant sur les intentions de vote. Les électeurs flottants et indécis ressentent plus l’aide des SAV. L'utilisation de ces aides fait débat. Certains soutiennent que ces aides ne pourraient jamais donner un avis de vote correct et neutre. D'autres soutiennent que ces applications doivent être saluées, car elles permettent d’attirer l’attention des électeurs sur les programmes des partis, et sur les questions de politique générale pouvant les intéresser, obligeant les partis à discuter de la substance plutôt que des personnalités, des images et des événements de campagne,,,.

## Origine du développement des systèmes d'aide au vote
Lors d'une campagne électorale les citoyens par manque de temps ou de moyens ne vont pas pouvoir accéder à une information complète sur l’ensemble des candidats d’une élection. Ainsi, pour effectuer leur choix ils vont effectuer ce que l’on appelle des « raccourcis cognitifs ». Ces stratégies des citoyens consistent à faire leur choix selon des valeurs ou idées attribuées à des partis et candidats. Les systèmes d’aide au vote consistent à interroger les électeurs via une plateforme internet sur des questions concrètes. Ce qui peut être considéré comme l'ancêtre des systèmes d’aide au vote, c'est le Stemwijzer, un système développé par la Fondation des Citoyens des Pays-Bas (Dutch Stichting Burgerschapskunde) en collaboration avec le Centre de Documentation des Partis Politiques Néerlandais (Documentatiecentrum Nederlanse Politieke Partijen) en 1989. Le StemWijzer était, à l’origine, une brochure contenant environ 60 déclarations tirées des différents programmes des partis politiques néerlandais. Ces déclarations étaient relativement simples, originellement destinées à des élèves du lycée, donc facilement compréhensibles. La brochure a été assez populaire, surtout dans le domaine de l'éducation. Cependant, pas assez populaire pour faire l’unanimité et devenir une pratique courante. Les créateurs du StemWijzer ont commencé à considérer la possibilité d’exploiter le potentiel des nouvelles technologies à l'époque (notamment le développement de l'ordinateur) pour développer le StemWijzer. Quelques années plus tard (en 1998), le premier StemWizjer sur internet a été utilisé lors des élections parlementaires néerlandaises. Malgré la grande publicité que le système a reçu, il a été relativement peu utilisé par les électeurs néerlandais (seulement 6 500 électeurs ont utilisé le nouveau SAV sur internet). Les créateurs du système n’ont pas abandonné leurs efforts et ont continué à développer leur projet – en parallèle avec le développement et la propagation d’internet. Aux prochaines élections de 2002 et 2003, le Stemwijzer (ou SAV) est devenu l'application la plus utilisée par les électeurs néerlandais avec 2 millions d'utilisateurs. De 50 brochures vendues en 1989, puis 6 500 usages en 1998, le nombre d'utilisateurs a atteint plus de cinq millions aux élections de 2006. Après les premiers succès du StemWijzer néerlandais, le système s'est répandu partout dans le monde, et est devenu de plus en plus utilisé. En 2002, le système a été utilisé par plus de 30 millions de personnes à travers l'Europe. D'autres systèmes de SAV ont également été développés assez tôt en Bulgarie (Glasovoditel) et en Suisse (Politarena), mais n'ont pas eu autant de succès que la version Néerlandaise (Voting Advice Applications History, 2018). ,,,,,,[réf. non conforme]

## Avantages
Cet instrument d’e-démocratie présente des avantages divers :
- Une diminution du coût d’investissement pour les citoyens dans la prise de connaissance des différents programmes politiques de chaque candidat ;
- Permet une comparaison plus large et plus égalitaire de l'offre politique de l'élection car l'accès des électeurs aux différents candidats n’est pas conditionné à la communication politique des candidats les plus médiatiques ;
- Un accès à l’information facilité par l’intermédiaire de plateformes simples d’utilisation ;
- Des conseils de vote aux électeurs plus approfondis que les raccourcis cognitifs qu’ils opèrent dans leur majorité.
- Une collecte des données apportées par les utilisateurs de manière anonyme, pour la rédaction de rapports qui montrent les tendances générales de l’opinion publique dans un pays. Certains SAV sont plus sophistiqués que d’autres et peuvent générer automatiquement des rapports, comme les moyennes de distribution ou les préférences entre candidats ou partis.
- Transparence accrue des politiques de chaque parti ou candidat dans les SAV les plus développés. Les partis politiques ont davantage de pression et ont moins l’occasion de changer leurs positions sur certaines politiques, car celles-ci sont enregistrées officiellement sur les SAV et donc visibles publiquement[5],[6],[7],[8],[9],[10],[11][réf. non conforme].

### Fluidification de l'identification politique
Parmi les effets plus subtils de l'utilisation des SAV, D. Garzia et A. Trechsel avancent également une certaine fluidification de l’identification politique. Inciter l'électeur à réfléchir à son vote en fonction des politiques et idées proposées plutôt que des partis ou personnalités politiques pourrait conduire le votant à se tourner vers un autre parti que celui auquel il s’identifie habituellement. Ainsi, ces systèmes faciliteraient le changement de choix et permettraient d’attirer l’attention du citoyen vers un autre parti que celui qui a d’ordinaire sa préférence ou sur les « petits » partis, plus rapidement écartés des calculs électoraux autrement. Cette fluidification pose, à terme, des questions concernant la représentation et la participation électorale, dans la mesure où elle pourrait avoir des conséquences majeures sur la manière dont fonctionne la démocratie représentative. Si le fait de participer à des élections dépend du recoupement entre les préférences et valeurs personnelles des électeurs et l'offre politique, Garzia et Trechsel envisagent alors l’émergence d’un système dans lequel seuls les mieux représentés participent. Toutefois, il reste à voir si cette tendance se vérifie et se répand. De plus, on peut supposer à l’inverse une représentation plus fidèle puisque reposant sur des idées partagées et non sur l’adhésion ou l’identification à un groupe. Si l’on pousse encore ce raisonnement, on peut imaginer une offre politique transformée,,,,,,.

### Vers une démocratie transnationale?
En termes politiques, les SAV ont aussi de quoi nourrir les débats déjà anciens sur la démocratie transnationale. L’émergence de SAV supranationaux en particulier offre aux citoyens la possibilité de comparer leurs propres opinions politiques, non seulement avec les partis nationaux, mais aussi avec des partis en lice en dehors de leur propre pays (Garzia et Trechsel, 2015). À partir des données générées par le système ‘EU profiler’, Bright et al.ont conduit une étude sur les électeurs européens et leurs affinités avec des partis politiques, et ont ainsi observé qu’une large majorité trouverait une meilleure adéquation avec un parti d’un autre pays européen que le leur. Les auteurs ont même constaté qu’une part signiﬁcative des répondants à l’étude (un sur cinq) ont été encouragés par le SAV à « exiger » la possibilité de voter aux élections pour le Parlement européen pour un parti se présentant en dehors de leur pays. Cette exigence de vote transnationale est motivée par la diminution potentielle du déficit représentatif : plus un citoyen sentira une adéquation importante avec un parti qui n’est pas issu de sa propre circonscription, plus il sera susceptible de vouloir réellement voter pour ce parti étranger. Si les partis deviennent transnationaux, en va-t-il de même avec la base électorale ? D'importants efforts sont également déployés pour développer les capacités des SAV. Grâce à ces avancées technologiques, des SAV comme euandi sont à même d’offrir à leurs utilisateurs la possibilité de s’accorder entre eux également. La possibilité de « connecter » les citoyens sur base de leurs afﬁnités politiques ouvre de vastes perspectives encore inexplorées, pour l’avenir de la représentation démocratique et pour l’analyse de science politique et nous conduit à nous demander si la démocratie serait toujours aussi « inconcevable » sans partis politiques,,,,,,.

## Effets et limites

### Effets sur le comportement électoral
Le concept de « déficit représentatif » théorisé par Alvarez et al. explique la relation inversement proportionnelle entre les préférences de l’électeur et l’offre des partis : moins les électeurs voient leurs préférences représentées dans l'offre politique plus le déficit démocratique est fort. Lorsque le déficit démocratique est faible et que les résultats issus de la plateforme d'aide au vote indiquent à l’électeur un parti ou un candidat proche de leurs préférence les études montrent que l’électeur va avoir une forte tendance à repenser ses habitudes partisanes. Inversement, si le déficit démocratique est fort, l'effet des résultats du SAV sur l'électeur va être faible : l’électeur reste avec ses affiliations politiques préexistantes,,,,,,.

#### Limite des effets sur le choix électoral
Les SAV restent un outil parmi une grande variété disponible pour l’électeur de rassembler des informations sur l'offre politique lors d’une élection, ainsi, il peut avoir tendance à ne pas suivre les résultats indiqués par la plateforme. Cette tendance à ne pas suivre les indications de la plateforme a été mise en évidence notamment par une étude lors des élections européennes de 2009 où uniquement 8 % des utilisateurs de SAV ont déclaré être prêts à changer de préférence partisane pour le parti indiqué sur la plateforme. La difficulté mise en avant par Wall et al. réside entre les préférences initiales des individus et le résultat de la plateforme : plus l'adéquation est forte plus la plateforme va avoir tendance à confirmer le choix de l’électeur mais l’inverse est vrai également.

### Effet sur la participation
Différentes recherches empiriques menées à l'échelon des États ont montré que l'utilisation des SAV permettait d’augmenter la motivation des individus à aller voter. Par exemple, l'enquête de 2007 Smartvote a révélé que 40 % des utilisateurs de SAV  avait déclaré que le SAV a eu « une influence décisive ou au moins une petite influence sur leur décision de se rendre aux urnes ». Dinas, Trechsel et Vassilont effectué une analyse à partir de données sur les études électorales européennes. Cette étude leur a permis d’étudier l’influence de l’utilisation de systèmes d’aide au vote sur la probabilité individuelle de voter aux élections du Parlement Européen en 2009. Cependant la portée de ces observations empiriques est limitée. En effet, les utilisateurs de SAV ne représentent pas un échantillon représentatif de la population nationale mais correspondent à un profil particulier. De plus, les témoignages recueillis pour les études reposent le plus fréquemment sur des intentions d’aller voter et non des participations concrètes observées par les chercheurs,,,,,,.

### Défis et limites
Le concepteur du système d'aide au vote est important car cet outil peut être manipulé par les groupes politisés en leur faveur. Les concepteurs peuvent être des groupes politisés, les médias et des équipes de chercheurs en science politique. Trois critères sont importants pour l’établissement des différentes affirmations adressées à l’électeur sur la plateforme : la véracité, la neutralité et l’exhaustivité des informations. Parmi les concepteurs de ces plateformes les équipes de chercheurs en science politique, les auteurs identifient le troisième comme étant la source la plus fiable pour répondre à ces trois critères,,,,,,.
Dans les systèmes d'aide au vote D. Garzia et A. H. Trechsel notent différents éléments sur lesquels les concepteurs des plateformes doivent tenir compte :
- Le nombre et la nature des propositions du questionnaire ;
- La formulation des affirmations/questions ;
- Les catégories de réponses disponibles (oui/non, variation d’intensité…). Les catégories de réponses disponibles ont un fort impact sur les recommandations données par les SAV. Les électeurs testés ont tous reçus des recommandations différentes selon les catégories de réponses disponibles (hormis les électeurs extrémistes). Martin Rosema et Tom Louwerse[17], dans leur recherche Response Scales in Voting Advice Applications: Do Different Designs Produce Different Outcomes?, ont conclu que les recommandations devrait être présentées comme une liste de préférences plutôt qu'un match parfait.
- Inclusion ou non de compléments d’explications ou de précisions sur un sujet
- Degré d’implication des partis et des candidats dans le processus d’encodage de leurs préférences ;
- Le choix de l’algorithme qui permet le calcul des préférences.
- Il est difficile de savoir si les électeurs suivent vraiment les recommandations du système d’aide au vote selon leurs préférences sur des questions politiques. En effet, hormis les positions politiques, les électeurs se basent sur d’autres aspects pour élire un candidat ou un parti, impossibles à répertorier dans un SAV. Par exemple, la présence publique, le charisme, ou parfois même l'apparence d’un candidat peut influencer le choix de l'électeurs. Ces préférences sont souvent préexistantes et la recommandation du SAV ne définira pas, à elle seule, le choix de l'électeur. Il est donc difficile de connaître la fiabilité exacte des systèmes d’aide au vote quant à la production de rapports sur les tendances de l’opinion publique sur des questions politiques dans un pays. Les effets des recommandations en ligne sur le vote des électeurs dépend de la congruence des partis ou candidats recommandés avec les préférences préexistantes des électeurs (Wall, Krouwel and Vitiello, 2012).

#### Une autre conception des systèmes d'aide au vote
Les SAV répondent volontairement à des problématiques et des enjeux liés à la démocratie représentative. D'après Joel Anderson et Thomas Fossen, ils sont construits à partir de présuppositions conceptuelles, normatives et empiriques à propos de la démocratie, de la citoyenneté et des pratiques électorales. Cette conception de la démocratie comprend les élections comme un élément qui agrège les préférences politiques des votants. Dans ce cas, renforcer la démocratie revient à assurer que le soutien aux partis, exprimé à travers le bulletin, reflète de manière plus exacte les préférences déjà existantes des électeurs. Pour autant, la démocratie peut être conçue autrement : la démocratie délibérative reposerait sur la révision des opinions politiques plutôt que l’agrégation de préférences données, quand la démocratie agonistique, où le conflit joue un rôle central, pousserait à aller au-delà du paysage politique actuel au lieu de l'accepter comme fixé.
Anderson et Fossen invitent donc à réfléchir à des SAV alternatifs au modèle de matching SAV : ce dernier est propre à la démocratie représentative, qui considère le citoyen comme une sorte de consommateur de politiques publiques à la compétence civique limitée – il n’a pas une information parfaite sur les idées des partis politiques, il peut faire des choix irrationnels – et a pour objectif d’augmenter la congruence entre les préférences des électeurs et des politiques publiques.
Ainsi, un SAV délibératif érigerait le citoyen en co-législateur. Le risque serait que celui-ci manque de préférences bien considérées, le but des SAV serait alors de faciliter la révision rationnelle des préférences.
Enfin, le modèle agonistique suppose que le citoyen est non-conformiste mais qu'il tend à avoir des perceptions réduites du paysage politique. Le SAV permettrait alors de questionner le statu quo et de changer l'agenda politique.

## Méthode

### Méthodologie de calcul des distances et de représentation des résultats
Il existe trois manières de présenter les résultats d’un SAV :
- L'accord donne simplement le résultat le plus proche de l’utilisateur suivant le pourcentage d'accord entre l'utilisateur et le candidat. Ceci se présente sous la forme de diagramme à barres par exemple. Tel est le cas du SAV hollandais Stemwijzer.
- La représentation graphique indique la distance entre le profil de l’utilisateur et ceux des candidats sur un axe x et un axe y. C'est le cas par exemple de la Boussola Eleitoral, SAV portugais ou de Kieskompas, SAV hollandais. Cette distance peut être calculée avec la distance euclidienne ou la distance « city-block » qui permet de diminuer l’influence des valeurs aberrantes[19].
- La représentation « en toile d’araignée » consiste à présenter l'opinion de l'utilisateur sur un espace qui reproduit les différents partis sur  un hexagone, par exemple. Dans ce cas, un parti serait attribué à chaque sommet de cet hexagone. le SAV suisse Smartvote utilise cette représentation.

Chacune de ces représentations de sondage peut être unidimensionnelle, à deux dimensions ou peut tester des dimensions multiples,.

#### Accord et test unidimensionnel
L'accord est le résultat le plus clair et le plus direct, mais il ne situe pas l’utilisateur dans un schéma politique. Il suppose également de déterminer comment les réponses orientent le positionnement de l’utilisateur sur les différentes dimensions concernées. L'accord est alors le plus propice au test unidimensionnel, mais ce dernier pose certains problèmes :
- Il ne rend pas compte de la légère différence qu'il peut exister entre le premier résultat le plus proche et le deuxième résultat le plus proche. Cela peut nuire à la fiabilité du résultat donné.
- Il favorise les partis les plus centristes sur l’échiquier politique.
- Il favorise les petits partis.

#### Exemple de test multidimensionnel et ses effets
Les tests multidimensionnels sont souvent utilisés pour la méthode de la toile d'araignée, comme Smartvote en Suisse, qui prend en compte huit dimensions politiques différentes. Plus les dimensions sont nombreuses, plus le pourcentage d’utilisateurs qui reçoivent le même « meilleur résultat » est élevé. Ainsi les tests à deux dimensions ont donné le même résultat que l’accord à 23 %. Ce nombre s’élève à 35 % pour les tests à trois dimensions et à 43 % pour les multi-dimensions.

#### Importance de la méthode dans les résultats obtenus
Dans 90 % des cas, le « meilleur résultat » aurait été différent si la méthode avait été différente. 80 % des tests donnent des meilleurs résultats similaires peu importe les méthodes mais avec de petite différence dans le classement des meilleurs résultats. Ce classement est affecté par la méthode de calcul notamment l’unité de distance utilisée ou le nombre de dimensions prises en compte. La méthode des systèmes d’aide aux votes peine à prédire exactement les résultats électoraux.

### Méthodologie qualitative: l’importance des affirmations
Certaines affirmations tendent à favoriser certains partis plutôt que d'autres. cela peut être un problème pour la fiabilité de projection des résultats. Une recherche effectuée sur le système d’aide au vote Do The Vote Test en Belgique, créé en 2007, montre l'écart de certains partis, avec un nombre d’électeurs potentiels clairement éloignés de la réalité : en Belgique VLD/Vivant semble clairement sous-estimé par le SAV selon de cette étude.

## Aides à la décision et l'évolution des scrutins nationaux en France

### 2012
Les systèmes d'aide au vote permettent analyser l'évolution d’une campagne électorale. Les analyses faites sur l'utilisation de la Boussole Présidentielle, système d'aide au vote français pour l'élection présidentielle française de 2012, permettent de comprendre l’évolution de la campagne électorale. La médiatisation de la Boussole Présidentielle a renforcé son utilisation. Des articles de presse ont été publiés le 27 mars, le 4 avril, le 6 avril, le 13 avril et le 18 avril et deux mentions dans des journaux télévisés ont eu lieu le 6 avril et le 20 avril. Les SAV sont aussi très influents lors des campagnes électorales car ils attirent les électeurs qui ne sont pas nécessairement intéressés. L’étude met en avant la prise de décision des électeurs à travers les différentes propositions formulées aux utilisateurs. Une majorité d’entre-eux n’avait pas pris de décision avant le premier tour. A contrario, les décisions étaient beaucoup plus perceptibles dans la période de l’entre-deux tours. Cette étude distingue 4 catégories d’électeurs répartis en deux groupes :
- les électeurs « désengagés » et « partisans », déjà décidés avant d'avoir consulté le SAV ;
- les électeurs « versatiles »  et « calculateurs » qui ont effectué leur choix pendant la campagne.

Plus la date du scrutin approche plus le nombre d’utilisateurs désintéressés augmente. Le critère de la proximité politique est décisif pour le vote du second tour. Cependant, ce critère varie entre François Hollande et Nicolas Sarkozy. il semble plus probant pour les électeurs de gauche que les électeurs de droite.

### 2022
Pour l'élection présidentielle française de 2022 et les législatives qui ont suivi, une application mobile a été développée et fortement médiatisée : Elyze. Elle a été critiquée pour son mauvais traitement des données qu'elle collectait, notamment les réponses « oui »/« non » à différentes propositions politiques,.

#### Livre
- (en) Lorella Cedroni et Diego Arziza, Voting advice applications in Europe the state of art, Napoli, Scripta, 2010.

#### Articles

##### En anglais
- J. Bright, D. Garzia, J. Lacey, A.H. Trechsel, « Europe’s voting space and the problem of second-order elections : A transnational proposal », in European Union Politics, online ﬁrst, 2015.
- T. Louwerse, M. Rosema, The design effects of voting advice applications: Comparing methods of calculating matches, Acta Politica, vol. 49, 2014, pages 286-312.
- Stefan Marschall, Martin Schultze, The Impact of Voting Advice Applications on Electoral Behavior - The case of the 2009 German Federal Election, ECPR General Conference 2011, 2011.
- Martin Rosema, T. Louwerse, Response Scales in Voting Advice Applications: Do Different Designs Produce Different Outcomes?, in Policy & Internet, 8(4), 2016, p. 431-456.
- M. Wall, A. Krouwel, T. Vitiello, Do voters follow the recommendations of voter advice application websites? A study of the effects of kieskompas.nl on its users’ vote choices in the 2010 Dutch legislative elections, in Party Politics, 20(3), 2012, p. 416-428.

##### En français
- Diego Garzia, Alexander H. Trechsel, « Systèmes d’aide au vote et comportement politique : tour d’horizon », Revue Internationale de Politique Comparée, vol. 22, no 2, 2015.
- J. Lefevere, S. Walgrave, L'Importance du choix des affirmations dans les SAV : résultats de deux simulation, Revue Internationale de politique comparée, 2015, pages 175-201.
- T. Vitiello, A. Krouwel, « Les systèmes d’aide au vote comme nouvel outil d'analyse de la dynamique de campagne : le cas de la boussole présidentielle française », Revue Internationale de politique comparée, 2015, pages 203-229.
- Patrick Fournier, François Gélineau et Allison Harell, « Les Systèmes d’Aide au Vote peuvent-ils être utiles pour l'étude des élections ? », Revue internationale de politique comparée, De Boeck Supérieur, vol. 22,‎ 2015 (lire en ligne)